# Pizzo di Vogorno
Il Pizzo di Vogorno (2.442 m s.l.m.) è una montagna delle Alpi Ticinesi e del Verbano nelle Alpi Lepontine. Poco a nor-est si erge il Poncione di Piotta.

## Descrizione
Si trova nel Canton Ticino. Sovrasta il Lago di Vogorno, bacino idroelettrico creato dalla diga. Si può salire sulla vetta partendo dalla Capanna Borgna a (1.919 m).